# Mariano Di Vaio
Mariano Di Vaio (Assisi, Perugia, Italia, 9 de mayo de 1989) es un modelo, actor y bloguero de moda masculino italiano.

## Biografía y carrera
Nació en el pequeño pueblo de Assisi de la provincia de Perugia, Italia, el cual abandonó a los 18 años para dedicarse a la carrera de actor y modelo en Londres. Allí, trabajó un año como modelo y luego se fue hacia la ciudad de Nueva York para estudiar actuación en la New York Film Academy (NYFA).
Al volver a Europa, continuó su carrera profesional como modelo, trabajando con las mejores marcas internacionales como lo son Cavalli, Brunello Cucinelli, Gucci, Hugo Boss entre otras.
En marzo de 2012, abrió su propio blog: MDV Style (dedicado a la moda masculina, estilo de vida, deportes, viajes, música y películas). El crecimiento de su blog, al igual que sus perfiles oficiales en las redes sociales fueron hechos posibles gracias a su primo, Pedro Martorell, y ha hecho que Mariano Di Vaio se haya convertido uno de los blogueros más influyentes de la moda masculina en todo el mundo, siendo su blog uno de los más visitados, con más de 1 millón de personas por día.
El 31 de mayo de 2016 puso en venta su primer libro "My dream job", el cual se publicó en italiano e inglés.

### Televisión
En el otoño de 2016 Mariano Di Vaio (junto con el bailarín profesional Stefano De Martino) fue uno de los tutores y profesores en la primera edición del talent show de Canale 5 Selfie – Le cose cambiano conducido por Simona Ventura.

### MDV Style
MDV Style es una página de moda masculina creada en 2012 con la  intención de ser más que nada un "portfolio personal" pero terminó siendo uno de los blogs de moda masculino más visitados de internet.

### Vida privada
Mariano Di Vaio actualmente está casado con la también modelo y abogada italiana Eleonora Brunacci. La pareja se casó el 27 de septiembre de 2015 y realizó su luna de miel en México y Cuba. La pareja tiene 4 hijos (Nathan Leone Di Vaio, nacido el 27 de noviembre de 2016, Leonardo Liam Di Vaio, nacido el 18 Juin 2018, Filiberto Noah Di Vaio nacido el 22 de septiembre de 2019 y Mia Annabelle Di Vaio, nacida el 25 de enero de 2022)